# Sdaw : Le Guerrier du futur
Sdaw : Le Guerrier du futur est un jeu vidéo d'action-aventure développé par Fabrice Caillaud, Lionel Caillaud et Arnaud Dewilde, et édité par Lankhor, sorti en 1990 pour l'Amstrad CPC.

## Trame
Le monde a été détruit par une catastrophe mondiale (la Troisième Guerre mondiale) et la plupart des humains se sont transformés en mutants. Quelques survivants ont créé un robot parfait appelé S.D.A.W. (Système de Défense Anti-Wobblegobbledigook). Les joueurs prennent le contrôle de S.D.A.W. et vivent dans les égouts. Ils ont reçu pour mission de nettoyer la zone de ses occupants indésirables en les maîtrisant et en les désarmant.

## Développement
Sdaw a une palette de seize couleurs et le labyrinthe du jeu compte environ deux cents écrans. Son utilisation du « mode 0 » permet d'obtenir des graphismes qui étaient très difficiles à obtenir à l'époque.

## Accueil
Sdaw reçoit un score de 82% de la part d'Amstrad 100%, 60% de Joystick, et Tilt lui accorde un B.
Micro News estime qu'un peu plus de soin dans la conception, par exemple dans les animations, aurait égayé le jeu.

### Traduction
- (en) Cet article est partiellement ou en totalité issu de l’article de Wikipédia en anglais intitulé « Sdaw » (voir la liste des auteurs).